# Elfje Willemsen
Elfje Willemsen (* 11. Januar 1985 in Turnhout) ist eine belgische Bobsportlerin und Olympiateilnehmerin.

## Karriere im Bobsport
Willemsen war zunächst Leichtathletin und spezialisierte sich auf Speerwurf, ihre Bestleistung liegt bei 52,70 Metern. 2007 wechselte sie zum Bobsport, nachdem sie und ihre Anschieberin Eva Willemarck eine Castingshow im belgischen Fernsehen gewonnen hatten. Seitdem wird ihre Karriere in Belgien, das eigentlich nicht sehr wintersportaffin ist, in weiten Kreisen der Bevölkerung verfolgt und unterstützt. Seit 2007 gehört sie auch dem Nationalkader an. Willemsen startete zunächst bei Rennen im Europacup und Nordamerikacup. Ihre ersten Teilnahmen an Großereignissen waren Rang 6 bei der Junioren-WM 2009 und Rang 18 bei der Bob-Weltmeisterschaft 2009 in Lake Placid. Im November 2009 gab sie ihr Debüt im Weltcup; ihre beste Saisonplatzierung war der 14. Platz in Winterberg. Zusammen mit Willemarck wurde Willemsen bei den Olympischen Winterspielen in Vancouver 2010 14. In der Folgesaison belegte sie in fünf Weltcuprennen weitere vier 14. Plätze sowie einen 15. Platz. Bei der Weltmeisterschaft wurde sie mit ihrer neuen Anschieberin Anouska Hellebuyck 17., nachdem Eva Willemarck selbst auf den Pilotensitz gewechselt war. Im Winter 2011/12 belegte sie erneut Platzierungen um Rang 15. Bei der Bob-Weltmeisterschaft 2012 wurde sie 16. und konnte nur Willemarck hinter sich lassen. Im Weltcup 2012/13 belegte sie als bestes Resultat einen zehnten Platz in Altenberg; bei der Weltmeisterschaft 2013 konnte sie mit Anschieberin Hanna Mariën den 19. Platz erringen.
In der Weltcup-Saison 2013/14 erreichte Elfje Willemsen ihre ersten Top-10-Resultate im Weltcup und platzierte sich in allen acht Saisonrennen zwischen den Rängen 6 und 12, womit sie Neunte im Gesamtweltcup wurde. Bei der Europameisterschaft 2014 wurde sie mit Mariën Vierte. Willemsen und Mariën waren die einzigen belgischen Teilnehmer bei den Olympischen Spielen in Sotschi in der Disziplin Bob und erreichten den sechsten Rang. Den endgültigen Durchbruch schaffte Willemsen mit der neuen Anschieberin Annelies Holthof in der Saison 2014/15. Bei den beiden ersten Rennen 2015 in Altenberg und Königssee erreichte das Duo jeweils hinter Elana Meyers Taylor und Cherrelle Garrett beziehungsweise Cathleen Martini und Lisa Marie Buckwitz zweite Ränge und damit ihre ersten Podiumsplatzierungen im Weltcup. In der Gesamtwertung wurde sie ebenso wie bei der Europameisterschaft Vierte und bei der Weltmeisterschaft mit Anschieberin Sophie Vercruyssen Siebte. Im ersten Saisonrennen des Weltcups 2015/16 wurde sie hinter Kaillie Humphries und Melissa Lotholz gemeinsam mit Vercruyssen erneut Zweite, was ihnen beim dritten Rennen in Königssee ein weiteres Mal gelang. Im Februar 2016 gewann sie mit Vercruyssen Silber bei der Europameisterschaft in St. Moritz, was die erste belgische EM-Medaille im Bobsport darstellte.

## Einzelbelege
1. ↑  Elfje Willemsen in der Datenbank von World Athletics (englisch)
2. ↑  Belgisches Bobteam in TV-Show gecastet. Frankfurter Rundschau, 23. Februar 2010, abgerufen am 30. November 2015.

| Personendaten    | Personendaten         |
| ---------------- | --------------------- |
| NAME             | Willemsen, Elfje      |
| KURZBESCHREIBUNG | belgische Bobfahrerin |
| GEBURTSDATUM     | 11. Januar 1985       |
| GEBURTSORT       | Turnhout              |